# Gabriel Gonzaga
Gabriel Gonzaga Santos (ur. 18 maja 1979 w Rio de Janeiro) – brazylijski grappler i zawodnik mieszanych sztuk walki (MMA) wagi ciężkiej. 

## Kariera MMA
W latach 2005–2010 związany z organizacją Ultimate Fighting Championship. W 2007 roku po znokautowaniu Mirko Filipovicia otrzymał szansę walki o mistrzostwo tej organizacji w wadze ciężkiej. 25 sierpnia 2007 (UFC 74) przegrał z obrońcą tytułu Randym Couture'em przez techniczny nokaut w trzeciej rundzie. W 2010 roku został zwolniony po dwóch porażkach z rzędu m.in. z Juniorem dos Santosem przez nokaut. Po ponad 14 miesiącach wrócił do UFC. 14 stycznia 2012 roku poddał duszeniem zza pleców swojego rodaka Edinaldo Oliveirę na gali UFC 142 w Rio de Janeiro. 11 kwietnia 2015 przegrał w Krakowie w rewanżowym starciu z Filipoviciem przez techniczny nokaut w 3. rundzie na gali UFC Fight Night 64.

## Osiągnięcia

### Brazylijskie jiu-jitsu
- 2006: Mistrzostwa Świata CBJJ (Mundial) w brazylijskim jiu-jitsu − 3. miejsce w wadze najcięższej/supersuperciężkiej (+105,5 kg) w kat. czarnych pasów
- 2006: Mistrzostwa Świata CBJJO w brazylijskim jiu-jitsu − 1. miejsce w wadze najcięższej w kategorii czarnych pasów
- 2005: Mistrzostwa Świata ADCC w submission fightingu − 2. miejsce w wadze +99 kg
- 2005: Mistrzostwa Świata CBJJO w brazylijskim jiu-jitsu − 2. miejsce w wadze najcięższej w kategorii czarnych pasów, 3. miejsce w klasie absolutnej w kat. czarnych pasów
- 2003: Mistrzostwa Świata CBJJO w brazylijskim jiu-jitsu − 2. miejsce w wadze najcięższej w kategorii czarnych pasów, 2. miejsce w klasie absolutnej w kat. czarnych pasów
- 2000: Mistrzostwa Świata CBJJ (Mundial) w brazylijskim jiu-jitsu − 3. miejsce w wadze superciężkiej (105,5 kg) w kat. czarnych pasów